# Lejeunea claviflora
Lejeunea claviflora là một loài Rêu trong họ Lejeuneaceae. Loài này được (Stephani) S. Hatt. mô tả khoa học đầu tiên..